# Anna Rita Del Piano
Anna Rita Del Piano, nata Anna Rita Viapiano (Cassano delle Murge, 26 luglio 1966), è un'attrice e regista teatrale italiana.

## Biografia

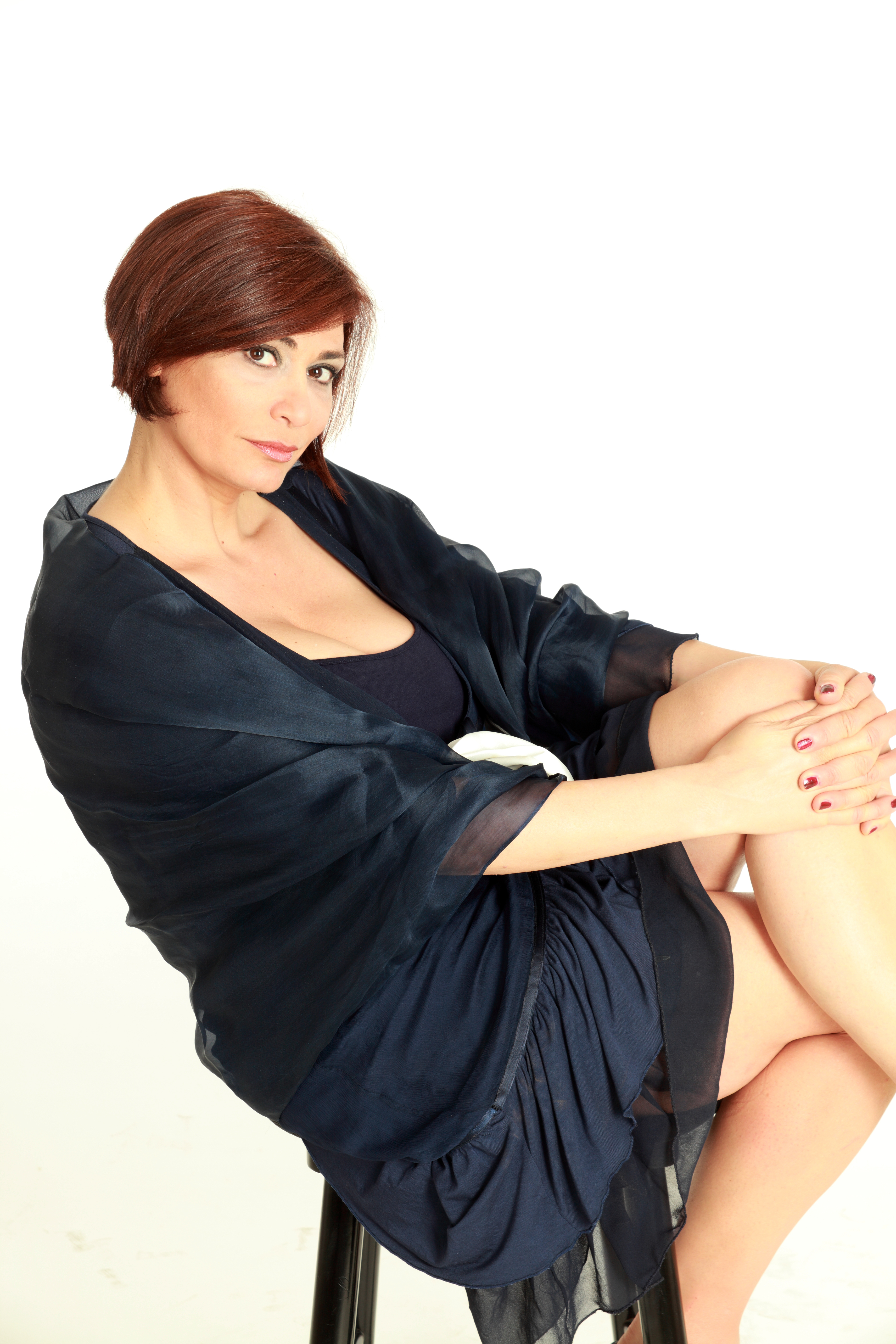
Un piano americano dell'attrice Anna Rita Del Piano

Nata a Cassano delle Murge, in provincia di Bari, si trasferisce con la famiglia a Matera da ragazzina, dove persegue studi artistici, dapprima con la danza classica e successivamente con il teatro, frequentando i laboratori di Enrico Annecchino, l'Hermes di Emilio Andrisani ed il Teatro dei Sassi condotto da Massimo Lanzetta e Loredana Paolicelli. Prosegue le sue performance dividendosi tra teatro, danza e musica con la Compagnia teatrale di Tirambo di Lino Cavallo. Prosegue poi i suoi studi, diplomandosi, come danzatrice tersicorea sotto la supervisione del maestro Momcilo Borojevic, alla Fondazione Niccolò Piccinni di Bari nel 1984, lavorando al contempo nella compagnia di danza Dancemania di Venosa (in provincia di Potenza) assieme al ballerino Tani Viti. Si diploma poi presso l'Isef dell'Università di Urbino e si iscrive successivamente al Conservatorio musicale Egidio Romualdo Duni di Matera.
Il suo esordio cinematografico avviene nel 1993, con una piccola partecipazione al film L'uomo delle stelle di Giuseppe Tornatore, conosciuto mentre questi era a Matera. A seguito di ciò, parte alla volta di Roma per poter frequentare diverse scuole di cinema. Il suo primo lavoro televisivo risale al 1996, con Il quarto re di Stefano Reali, dove figura nel ruolo di una bella lebbrosa, e successivamente prende parte a diverse fiction, come Ultimo, Valeria medico legale e Una donna per amico. Nel 2000 figura come co-protagonista nella fiction Le ali della vita e nel suo séguito Le ali della vita 2, accanto a Sabrina Ferilli e Virna Lisi, dove interpreta il ruolo di sorella Celestina. Negli anni seguenti, partecipa come co-protagonista alle fiction Maria Goretti e L'uomo sbagliato. Come attrice cinematografica ricopre, tra gli altri, il ruolo dell'assistente sociale nel film Le bande di Lucio Giordano, della bigliettaia in Focaccia blues di Nico Cirasola e della madre di Checco Zalone in Che bella giornata di Gennaro Nunziante. Nel 2012 torna a Cassano delle Murge nelle vesti di regista per presentare la sua ultima produzione, intitolata Parigi nell'anno del Signore.

## Filmografia

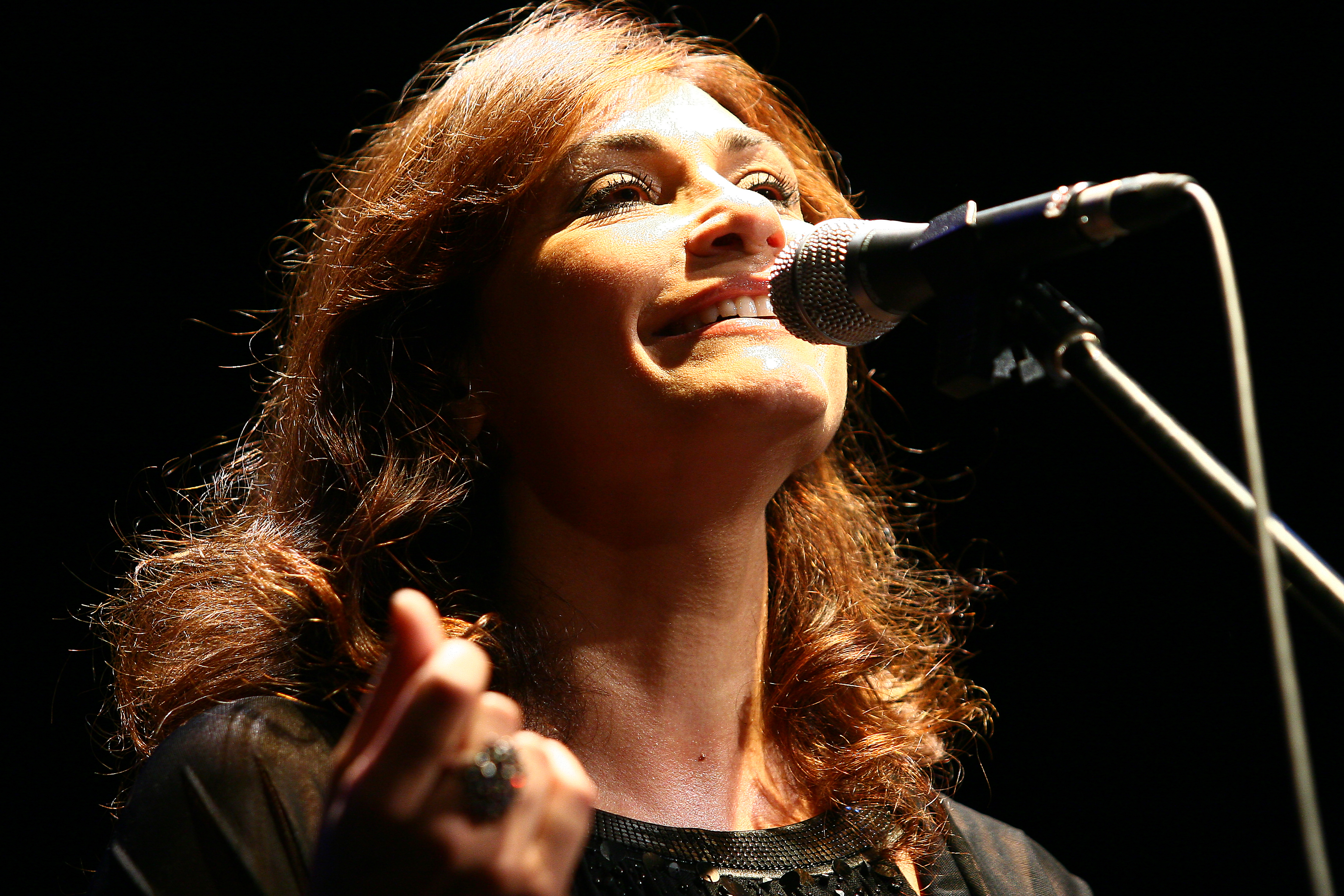
Anna Rita Del Piano durante il concerto omaggio ad Ennio Morricone nel 2008

### Cinema
- La balia, regia di Marco Bellocchio (1998)
- Senza movente, regia di Luciano Odorisio (1999)
- I terrazzi, regia di Stefano Reali (2000)
- Il tramite, regia di Stefano Reali (2002)
- La signora, regia Francesco Laudadio (2002)
- Tornare indietro, regia di Renzo Badolisani (2002)
- Le bande, regia di Lucio Giordano (2005)
- Amore 14, regia di Federico Moccia (2009)
- Focaccia blues, regia di Nico Cirasola (2009)
- L'uomo nero, regia di Sergio Rubini (2009)
- Il tempo che tiene, regia di Francesco Marino (2010)
- Che bella giornata, regia di Gennaro Nunziante (2011)
- E la chiamano estate, regia di Paolo Franchi (2011)
- Operazione vacanze, regia di Claudio Fragasso (2011)
- Quando il sole sorgerà, regia di Andrea Manicone (2011)
- Una vita da sogno, regia di Domenico Costanzo (2011)
- Il signor nessuno, regia di Francesco Felli (2012)
- Cinema Italia, regia di Antonio Domenici (2012)
- Outing - Fidanzati per sbaglio, regia di Matteo Vicino (2013)
- Amici come noi, regia di Enrico Lando (2014)
- Patria, regia di Felice Farina (2014)
- Oltre le nubi, regia di Marcella Mitaritonna (2014)
- Le frise ignoranti, regia di A. De Leo (2015)
- Honey Moon, regia di Salvatore Accolla (2015)
- Controtempo, regia di Aurelio Grimaldi (2015)
- Ti proteggerò, regia di Daniele Di Stefano (2017)
- From the wine come the grape regia di Sean Cisterna (2018)

### Televisione
- Il quarto re, regia di Stefano Reali (1996)
- Ama il tuo nemico, regia di Damiano Damiani (1997)
- Non lasciamoci più, regia di Vittorio Sindoni (1998)
- Ultimo, regia di Stefano Reali (1998)
- Lui e lei, regia di Luciano Mannuzzi (1999)
- Valeria medico legale, regia di Gianfrancesco Lazotti (1999)
- Le ali della vita, regia di Stefano Reali (2000)
- Sei forte, maestro, regia di Ugo Francesco Giordani e A. Manni (2000)
- Una donna per amico 2, regia di Rossella Izzo (2000)
- Le ali della vita 2, regia di Stefano Reali (2001)
- Don Matteo, regia di Giulio Base (2003)
- La squadra, regia di G.Leacche (2003)
- Orgoglio 2, regia di Giorgio Serafini (2004)
- San Pietro, regia di Giulio Base (2004)
- La freccia nera, regia di Fabrizio Costa (2005)
- Butta la luna, regia di Vittorio Sindoni (2005)
- Colpi di sole , regia di Irish Braschi (2006)
- La terza verità, regia di Stefano Reali (2007)
- Provaci ancora prof!, regia di Rossella Izzo (2008)
- La mia casa è piena di specchi, regia di Vittorio Sindoni (2009)
- Distretto di Polizia, regia di Alberto Ferrari, episodio 11x15 (2011)
- Imma Tataranni - Sostituto procuratore, regia di Francesco Amato - serie TV, episodio 1x01 (2019)
- Generazione net, regia di Francesco Amato (2021)

## Teatro
- Zapping, regia di L. Cecinelli (1996)
- Anche al boss piace caldo, regia di Sergio Ammirata (1997)
- SPQR - Se Parlasse Questa Roma, regia di Fiorenzo Fiorentini (1997)
- Tu sai che io so che tu sai (Estate romana), regia di Fiorenzo Fiorentini (1997)
- La Corona Rubata, regia di Raffaella Panichi (1998)
- Molly and Dedalus, regia di P. Di Marca (1998)
- Parsifal, regia di D. Valmaggi (1998)
- Lo scherzo, regia di A. Zito (1999)
- Un viaggio chiamato amore, regia di Michele Placido (2002)
- Orfeo agli Inferi, regia di L. Cavallo (2003)
- Pierino e il lupo (2003)
- Strano, stranissimo anzi normale, regia di V. Boffoli (2004)
- Giravoce, regia di L. Monti (2004)
- Cesira - recital (2004)
- Souvenir dell'operetta, regia di L. Cavallo (2004)
- Yerma e le altre, regia di D.Ferri e G.Mazzeo (2005)
- Ruzantimando, regia di Nino Fausti (2006)
- Casa Bardi nascita del melodramma, regia di Stefano Dionisi (2007)
- Edipo Re, regia di Pino Cormani (2007)
- Operina Rock, regia di M.Inversi (2008)
- Camerata Bardi, regia di Claudio Insegno (2008)
- Casa di Bernarda Alba, regia di Daniela Ferri (2008)
- Due cose amare e una dolce, regia di Buch Morris (2008)
- Ruzzantimando, regia di Nino Fausti (2008)
- Arie di Napoli, regia di Pino Cormani (2009)
- Ombretenue - Omaggio a Billie Holiday, regia di Rosi Giordano (2009)
- Come prendere 2 piccioni con una fava, regia di L. Manna (2011)
- Nulla è cambiato, regia di Rosi Giordano (2011)
- Filumena e Dummì, regia di Amedeo De Paolis (2013)
- La ciociara reality, regia di Luca Nasuto (2014)

### Cortometraggi
- I vampiri non esistono, regia di Andrea Di Luzio (1997)
- Chimera, regia di Andrea Di Luzio (1999)
- Indimenticabile, regia di M. Terranova (1999)
- Con amore... Rossana, regia di P. Boshi e F. Calligari (2000)
- Accadde la notte di Halloween, regia di Maria Pia Cerulo (2001)
- Il posto vuoto, di A.Quadretti (2004)
- Ah! L'amore, regia di L. Nocella (2004)
- Attrici, regia di Arce Andres Maldonado (2005)
- La lavanderia, regia di B. Melappioni (2005)
- Dual Band, regia di Andrea Di Luzio (2007)
- Il cadavere di vetro, regia di Massimiliano Palaia (2007)
- Non c'e due senza Treja, regia di Dario Iosimi (2007)
- Come Dio vuole, regia di G. Ruggeri (2008)
- Buon compleanno mamma, regia di Daniele Santonicola (2009)
- Non c'è pace per l'ispettore Valmar, regia di Marcello Trezza (2009)
- Il signor nessuno, regia di Francesco Felli (2012)
- Girotondo, regia di Giacomo Farano (2013)
- Caligo, regia di Egidio Carbone (2014)
- Da Morire, regia di Alfredo Mazzara (2016)
- G., regia di Anna Rita Del Piano (Giovanna Persichetti) Premiato a Salerno International Film Festival (2017)
- Mezzanotte Zero Zero, regia di Nicola Conversa (Nomination David di Donatello 2018) (2018)
- Cacciaguida, regia di Davide Del Mare (Mamma Cardenia) (2018)
- Soltanto un anagramma , video musicale contro la violenza sulle donne di Kris j Alf (2019)
- Distanziamento sociale di Francesco Malavenda (2020)
- Amarsi un po' , di Mario Santocchio (2021)

## Regie teatrali
- Musical Grease con la Scuola di teatro per ragazzi presso il teatro Regina Pacis di Roma (2002)
- Musical Scugnizzi con la Scuola di teatro per ragazzi presso il teatro Buon Pastore di Roma (2006)
- Musical Il mago di Oz con la Scuola di teatro per ragazzi presso teatro Buon Pastore di Roma (2007)
- Musical La bella e la bestia con la Scuola di teatro per ragazzi presso teatro Montale di Roma (2008)
- Musical Rugantino con la Scuola di teatro per ragazzi presso il teatro Montale di Roma (2009)
- Musical Gian Burrasca con la Scuola di teatro per ragazzi presso il teatro Montale di Roma (2010)
- Musical Blues Brothers con la Scuola di teatro per ragazzi presso il teatro Regina Pacis di Roma
- Recital musicale Parigi nell'anno del Signore presso la chiesa di S. Maria di Cassano delle Murge (2011)
- Musical Sette spose per sette fratelli Scuola teatro ragazzi presso il Teatro Montale Roma (2012)
- Premiazione 1º premio per la categoria "Costumi" presso la Rassegna Teatrale Regionale Roma (2012)
- Premiazione 1º premio per la categoria "Interpreti" presso la Rassegna Teatrale Regionale Roma (2012)
- La cambiale di matrimonio di Gioacchino Rossini con l'associazione "Jacopo Napoli" e l'orchestra del Conservatorio "G.Martucci" di Salerno presso il Convento "S. Maria del Rifugio" a Cava (2014)

## Premi
- Miglior "Attrice non protagonista" per Le ali della vita, Festival del Cinema e della Televisione (2001)
- Miglior "Attrice non protagonista" per L'uomo sbagliato, Festival del Cinema e della Televisione (2005)
- Premiazione nella selezione "Amore per Roma" omaggio a F. Fiorentini teatro Parioli (2010)
- Nomination nella categoria “Attrice Popolare” per TROISI FILM FESTIVAL (2012)
- Nomination nella categoria “MIGLIORE ATTRICE” X 48 ORE IN CORTO (2012)
- NOMINATION “ MIGLIORE ATTRICE” RASSEGNA CORTI LUCANI  (2016)

## Riconoscimenti
- 2016: Viene nominata ambasciatrice del Premio Doc Italy per la Regione Puglia